# 간지 (연호)
간지(일본어: 寛治, かんじ)는 일본에서 쓰이던 연호(元号) 중 하나이다.
- 전후 : 오토쿠(応徳) 이후 - 가호(嘉保) 이전.
- 시기 : 1087년 ~ 1094년
- 천황 : 호리카와 천황

## 개원
- 오토쿠 4년 4월 7일(율리우스력 1087년 5월 11일), 호리카와 천황의 즉위에 따라 개원.
- 간지 8년 12월 15일(율리우스력 1095년 1월 23일), 가호로 개원된다.

## 출전
《예기》의 "湯以寬治民而除其虐，謂放桀於南巢也"에서 따왔다.

## 서력과의 대조표
| 간지        | 원년       | 2년        | 3년        | 4년        | 5년        | 6년        | 7년        | 8년        |
| ----------- | ---------- | ---------- | ---------- | ---------- | ---------- | ---------- | ---------- | ---------- |
| 서기 (西紀) | 1087년     | 1088년     | 1089년     | 1090년     | 1091년     | 1092년     | 1093년     | 1094년     |
| 간지 (干支) | 정묘(丁卯) | 무진(戊辰) | 기사(己巳) | 경오(庚午) | 신미(辛未) | 임신(壬申) | 계유(癸酉) | 갑술(甲戌) |

## 같이 보기
- 일본의 연호 일람

| 이전 오토쿠 | 일본의 연호 1087년 ~ 1094년 | 다음 가호 |